# العلاقات الرومانية الناوروية
العلاقات الرومانية الناوروية هي العلاقات الثنائية التي تجمع بين رومانيا وناورو.

## مقارنة بين البلدين
هذه مقارنة عامة ومرجعية للدولتين:
| وجه المقارنة                                              | رومانيا                                                                               | ناورو                          |
| --------------------------------------------------------- | ------------------------------------------------------------------------------------- | ------------------------------ |
| المساحة (كم2)                                             | 238.40 ألف                                                                            | 21                             |
| عدد السكان (نسمة)                                         | 19.59 مليون                                                                           | 10.08 ألف                      |
| الكثافة السكانية (ن./كم²)                                 | 82.17                                                                                 | 48.00 ألف                      |
| العاصمة                                                   | بوخارست                                                                               | ضاحية يارين                    |
| اللغة الرسمية                                             | اللغة الرومانية                                                                       | اللغة الناورونية، لغة إنجليزية |
| العملة                                                    | ليو روماني                                                                            | دولار أسترالي                  |
| الناتج المحلي الإجمالي (بليون دولار)                      | 211.80 مليار                                                                          | 113.88 مليون                   |
| الناتج المحلي الإجمالي (تعادل القوة الشرائية) بليون دولار | 465.56 مليار                                                                          | 162.98 مليون                   |
| الناتج المحلي الإجمالي الاسمي للفرد دولار أمريكي          | 9.47 ألف                                                                              | 9.83 ألف                       |
| الناتج المحلي الإجمالي للفرد دولار أمريكي                 | 23.63 ألف                                                                             |                                |
| مؤشر التنمية البشرية                                      | 0.793                                                                                 |                                |
| رمز المكالمات الدولي                                      | +40                                                                                   | +674                           |
| رمز الإنترنت                                              | .ro                                                                                   | .nr                            |
| المنطقة الزمنية                                           | ت ع م+02:00، ت ع م+03:00، أوروبا/بوخارست ‏، توقيت شرق أوروبا، توقيت شرق أوروبا الصيفي ‏ | ت ع م+12:00                    |

## منظمات دولية مشتركة
يشترك البلدان في عضوية مجموعة من المنظمات الدولية، منها:
| علم المنظمة | اسم المنظمة                   | تاريخ انضمام رومانيا | تاريخ انضمام ناورو |
| ----------- | ----------------------------- | -------------------- | ------------------ |
|             | منظمة الشرطة الجنائية الدولية | ?                    | ?                  |
|             | الاتحاد البريدي العالمي       | ?                    | ?                  |
|             | يونسكو                        | 27 يوليو 1956        | 17 أكتوبر 1996     |
|             | منظمة حظر الأسلحة الكيميائية  | ?                    | ?                  |
|             | الأمم المتحدة                 | 14 ديسمبر 1955       | 14 سبتمبر 1999     |
|             | الاتحاد الدولي للاتصالات      | 9 فبراير 1866        | 10 يونيو 1969      |

## وصلات خارجية
- موقع وزارة الخارجية الرومانية